# Зарубежные высшие военно-научные курсы

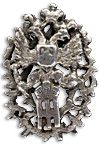
Знак выпускника Курсов. Изготовлен во Франции в 1930-х. Бронза. Посеребрение

Зарубе́жные вы́сшие вое́нно-нау́чные ку́рсы (аббр. — ЗВВНК) под руково́дством профе́ссора генера́л-лейтена́нта Н. Н. Головина́ — зарубежные высшие военные курсы Белой эмиграции, созданные в 1927 году военным учёным бывшей Русской императорской армии Н. Н. Головиным как преемники Императорской Николаевской военной академии в эмиграции. Курсы были созданы для обучения военным наукам кадров будущей Русской армии.

## Возникновение
После поражения в вооружённой борьбе с большевизмом за границами Советской России оказалось несколько десятков тысяч профессиональных военных, служивших в Русской императорской, а затем и в Белой армиях, которые рассматривали своё нахождение на чужбине как кратковременное и не отказывались от мысли профессионально служить своей родине в будущем, как только большевистская власть будет свергнута. В начале 1920-х годов в Европе уже функционировали восемь русских юнкерских училищ в которых обучалось до трёх тысяч  юнкеров, в Королевстве Сербов, Хорватов и Словенцев и в Бизерте обучалось 1400 кадет. Большинство профессоров военных академий бывшей Императорской армии также оказались в эмиграции, где они продолжили научную и педагогическую деятельность, печатаясь в эмигрантских военно-научных журналах (в эмиграции издавались «Часовой», «Война и мир», «Военный сборник», «Осведомитель», «Военный вестник» и другие) и читая лекции на кафедрах высших военных учебных заведений приютивших их стран.
Ввиду наличия в эмиграции большого количества офицеров встал вопрос о создании высшей военной школы за границей. Уже осенью 1921 года, как только Армию удалось перевести из Галлиполийского лагеря на Балканы, Главнокомандующий Русской армии П. Н. Врангель предложил признанному военному исследователю Н. Н. Головину создать военную академию и возглавить её. Ввиду того, что какие бы то ни было пособия для изучения военного дела отсутствовали, генерал Головин указал Врангелю на несостоятельность в тот момент подобного начинания. Врангель, согласившись с этими доводами, дал Головину поручение заняться сбором всех необходимых материалов для открытия академии.
Начиная с 1922 года в центрах расселения русских войск генералом Головиным были образованы «Курсы высшего военного самообразования» на основе добровольных кружков.  К 1925  году такие кружки действовали во Франции, КСХС, Болгарии, Бельгии, Чехо-Словакии, Англии и США, при этом число кружков достигло 52,  а участников — 550.
Параллельно с этим Головин занимался сбором научных материалов и подбором профессорско-преподавательского состава. В 1924 году им была написана фундаментальная работа «Мысли об устройстве будущей российской вооружённой силы: Общие основания». Зимой 1926—1927 годов в помещении Общества галлиполийцев в Париже Головин провёл пять пробных лекций, на которых излагал содержание своего труда. Лекции имели большой успех в военной среде. Было решено, что пора открывать если не академию, то по меньшей мере высшие курсы.

## Программа обучения
В основу работы Курсов было взято положение бывшей Императорской Николаевской военной академии в редакции 1910 года. Был утверждён академический знак с вензелем Великого князя Николая Николаевича и императорской короной. Выпускники курсов причислялись к Генеральному штабу будущей армии. Программа обучения была рассчитана на четыре или на пять лет.
Слушатели разделялись на три класса — младший, старший и дополнительный. Обучение было рассчитано на 4 ½  года  (по 1 ½  года в каждом классе), главный упор делался на самостоятельную работу слушателей. В младшем классе изучалась теория боевых действий в рамках дивизии. Одновременно проходилась тактика родов оружия и другие военные дисциплины. В старшем классе изучалось использование дивизии в корпусах и армиях. В дополнительном классе изучались дисциплины высшего порядка — стратегия в государственном масштабе и связанные с этим вопросы.

## История существования
К марту 1927 у генерал-лейтенанта М. И. Репьева, исполняющего обязанности помощника Головина по строевой и хозяйственной части, лежало более ста рапортов от желающих получить высшее военное образование. Из их числа было отсеяны те претенденты, которые получили офицерские звания в ходе Гражданской войны, не имея среднего военного образования. Таким было предложено поступить сначала на военно-училищные курсы, чтобы получить офицерское звание, после чего их зачисляли в младший класс Курсов. Зачисленные в первый год работы Курсов были разделены на шесть учебных групп, в зависимости от званий и ранее полученного военного образования.
В присутствии 200 слушателей 22  марта 1927 года профессор Головин вступительной лекцией открыл  «Военно-научные курсы систематического изучения современного военного дела». Генерал Головин так обозначил цели курсов:

1) Поддержание трудами учебного персонала русской военной науки на уровне современных требований. 2) Создание кадра русских офицеров с современным высшим военным образованием,  способных мыслить и творить во всех вопросах, связанных с военным делом. 3) Распространять военные знания среди русской военной эмиграции
Так как заниматься на курсах могли лишь офицеры, проживающие в Париже или в его окрестностях, в 1931 году были организованы заочные курсы, что позволило расширить круг слушателей. С этими же целями 31 января 1931 года отделение Курсов было открыто в Белграде. Во главе белградских курсов стал генерал Генерального штаба А. Н. Шуберский. Всего за время существования белградских курсов на них обучалось около 200 офицеров, а окончили их 77 слушателей.
Пражским Объединением русских научных установлений за рубежом курсы были признаны высшим учебным заведением. Выпускной экзамен первого курса был обставлен очень торжественно. В выпускную комиссию вошли: генерал Н. Н. Головин, заслуженный профессор Императорской Николаевской военной академии генерал А. А. Гулевич, бывший начальник Императорской морской Николаевской академии генерал А. И. Русин, руководители РОВСа — генералы Е. К. Миллер, И. Г. Эрдели, П. Н. Шатилов, П. А. Кусонский и другие.
На курсах широко применялся «прикладной метод», читались лекции по военной психологии и о специфике «Службы генерального штаба». В создании и разработке
программ и учебных пособий для курсов самое активное участие принимал профессор Головин. Ему принадлежала инициатива создания при Белградских военно-научных курсах в 1936 году «Русского военно-научного института», а при Парижских в 1938 году — «Института по исследованию проблем войны и мира». На курсах преподавали профессора Михеев, Новиков, Краинский, генералы Головин, Шуберский, Колюбакин, Гребенщиков, Энгельке, Гернгрос, академик Тарановский. Цикл лекций по политической экономии читал профессор П. Б. Струве. С работой курсов ознакомился авиаконструктор И. И. Сикорский.
Парижские курсы официально прекратили своё существование только после начала Второй мировой войны, однако практически они были распущены только после занятия немцами Парижа в 1940 году. За время своего существования Курсы произвели шесть выпусков. Среди выпускников были представители всех родов войск и всех чинов. Среди посещавших занятия были генералы А. П. Кутепов, М. А. Пешня, А. В. Туркул (в пятом наборе). Всего через Парижские курсы прошло свыше 400 офицеров, из которых 82 получили законченное высшее образование и были награждены академическим знаком. Белградские курсы работали вплоть до 1944 года.
В 1950 году в Нью-Йорке бывшими слушателями и преподавателями курсов бывший Белградский русский военно-научный институт был восстановлен в качестве  «Института по исследованию проблем войны и мира имени профессора Головина».